# Александру Някша
Александру Някша (рум. Alexandru Neacșa, нар. 3 вересня 1991, Дрегешань) — румунський футболіст, півзахисник клубу «Корвінул».
Володар Кубка Румунії.

## Ігрова кар'єра
Народився 3 вересня 1991 року в місті Дрегешань. Вихованець футбольної школи клубу «Джіке Попеску».
У дорослому футболі дебютував 2009 року виступами за команду «Турну-Северин», у якій провів чотири сезони, взявши участь у 94 матчах чемпіонату. Більшість часу, проведеного у складі «Турну-Северин», був основним гравцем команди.
Згодом з 2013 по 2022 рік грав у складі команд «Корона» (Брашов), «КС Університатя», «Вііторул», «Динамо» (Мінськ), «Газ Метан», «Германнштадт», «Лучаферул Орадя», «Енерджетічану» та «Шелімбер».
До складу клубу «Корвінул» приєднався 2022 року. Станом на 24 грудня 2024 року відіграв за команду з Хунедоари 35 матчів в національному чемпіонаті.

## Титули і досягнення
- Володар Кубка Румунії (1):

«Корвінул»: 2023-2024